# Valeriu Turcan
Valeriu Turcan (Bucarest, 22 maggio 1976) è un giornalista rumeno.
Dal 2007 al 2012 ha svolto il ruolo di portavoce del presidente Traian Băsescu, e di Consigliere per la Stampa e la Comunicazione.

## Biografia
Dal 1994 al 1998, ha studiato Scienze della comunicazione e Giornalismo all'Università di Bucarest, specializzandosi in giornalismo. Nel 2003 ha conseguito un MA all'Università di Leeds (in Inghilterra), e dal 2007 è lettore associato presso questo ateneo, oltreché a Bucarest.
Dal 1996 al 1999 è stato editorialista e corrispondente politico della radio KISS FM (ex Radio Contact), una delle 40 emittenti radiofoniche più ascoltate in Romania. Dal 1999 al 2002 si trasferisce a Londra per lavorare alla BBC come curatore dell'edizione dei programmi in lingua rumena, e produttore di servizi giornalistici sulla politica rumena ed internazionale.
Dal 2003 al 2005 è stato consulente d'immagine e per le pubbliche relazioni, durante le elezioni locali e parlamentari della Romania. Uno dei politici da lui assistiti fu il deputato liberale Cristian Boureanu.
Tornato in Romania nel 2003, diviene responsabile per le pubbliche relazioni e consulente politico di Theodor Stolojan. Nel gennaio 2005 il primo ministro Călin Popescu Tăriceanu lo chiama a ricoprire la carica di Consigliere di Stato e di presidente dell'Agenzia per le Strategie di Sviluppo, finché questi non lo ha allontanato nel marzo 2006 per divergenze fra la moglie, Dorel Șandor e il Capo del Governo sulla leadership del Partito Nazionale Liberale.
Nel 2005 consegue il dottorato di ricerca all'università di Bucarest, e nel 2006 si reca negli Stati Uniti usufruendo di una borsa di studio del German Marshall Fund. Dal 2007 nella stessa università tiene ogni anno un corso sulle tendenze e processi della comunicazione politica nel programma di Master della stessa facoltà.
Nell'Aprile 2007, a seguito delle dimissioni di Adriana Săftoiu (giornalista laureatasi a Bucarest, e deputata del PNL), è stato nominato portavoce del presidente Băsescu, che pochi mesi dopo fu messo in stato di accusa a seguito del referendum del 2007. Turcan rassegnò le proprie dimissioni il 23 Aprile 2007, e dopo l'esito negativo del voto fu subito riconfermato a Maggio come consigliere di stato del Dipartimento della Comunicazione, e dal 1º Gennaio 2011 sempre per decreto è stato nominato consigliere del Presidente.
Rimase quindi consulente personale di Băsescu durante la sua seconda campagna elettorale, finché dopo la rielezione del 2012 manifestò la propria intenzione di tornare a impegnarsi per una clientela privata.
Dopo il referendum del 2007, la Corte Costituzionale si pronunciò a favore della revoca del mandato presidenziale. Portavoce e ufficio legale del Presidente ribadirono che dopo tale esito il Parlamento aveva il legittimo diritto di revocare il Presidente, ma nel merito non si ravvisavano le "gravi violazioni" richieste dalla Carta poiché la rimozione dei ministri (come Monica Macovei) è una prerogativa del Presidente.

### Vita privata
È sposato con Raluca Turcan, membro della Camera dei Deputati dal 2004. La coppia ha un figlio, Eric Octavian, nato nel 2007. Il padrino di battesimo per entrambi è stato Theodor Stolojan.

## Pubblicazioni
- (EN) Political Communications and Austerity in Romania, in Revista Româna de Jurnalism si Comunicare, 9 (Fasc. 3), Bucharest, 2014,  pp. 46-54. URL consultato il 29 aprile 2018.
«Austerity has become central not only to the global economic debate but also to the debates about State or Democracy. In the past few years, it has been one of the main ideological debates in Romanian society. This paper argues that austerity is a crisis situation and it is defined by all the elements of a crisis, including confusion and lack of predictability, which implies strong institutional and political pressures for intensive communications. The aim of this study is to identify the main frames of political communications of austerity in Romania, where the authorities decided in 2010 to take some of most severe austerity measures among the EU countries.» (1 citazione)